# 朴亨鎮
朴亨鎮(Park Hyung-jin，1990年6月24日—）是韓國的職業足球運動員，司職後衛，現由日本職業足球甲級聯賽廣島三箭外借至日本職業足球乙級聯賽栃木。他的哥哥朴鎮琇也是一名職業足球運動員。

## 外部連結
- 朴亨鎮的Cyworld專頁
- 朴亨鎮的X（前Twitter）